# Olivier Assayas

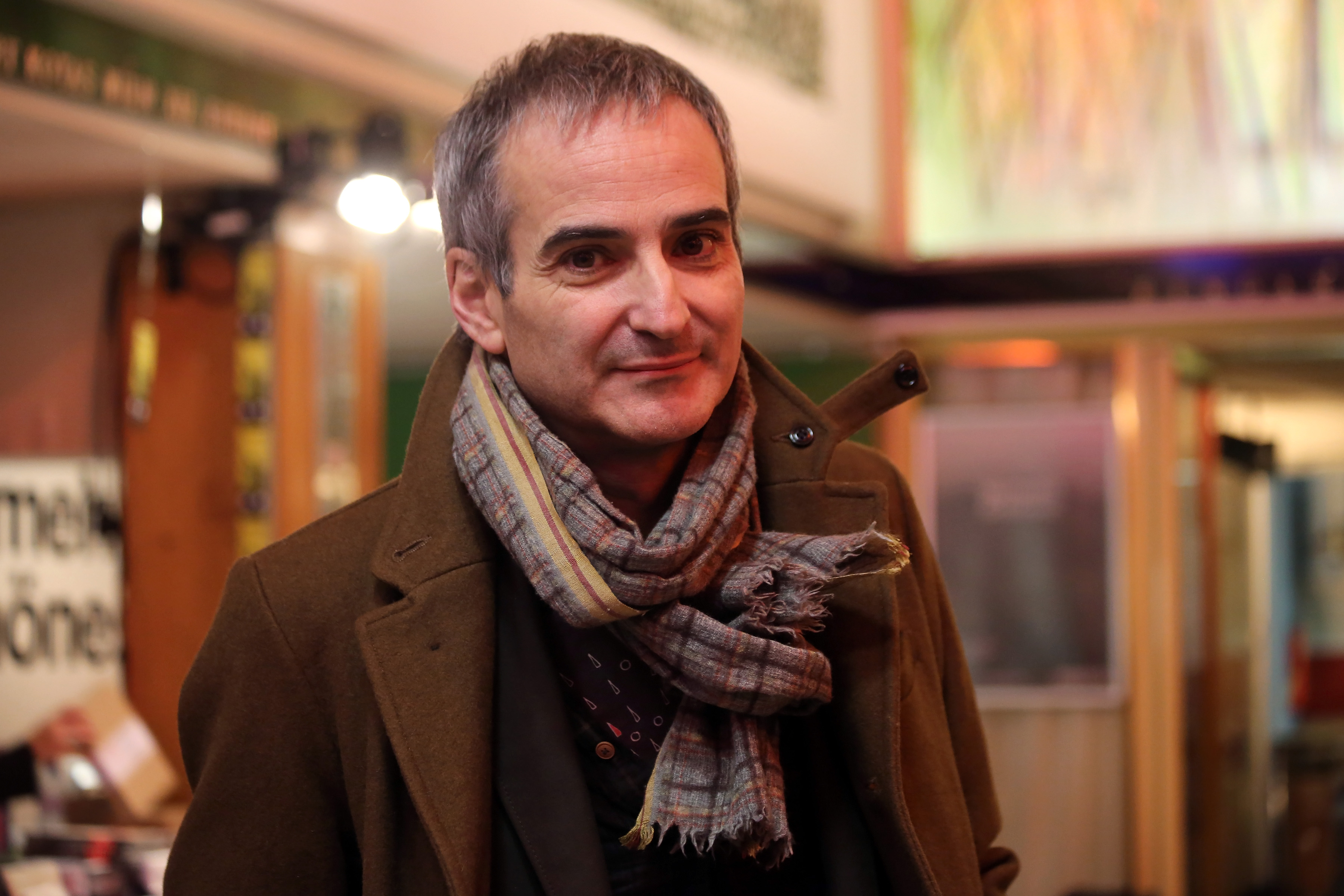
Olivier Assayas (Viennale 2012)

Olivier Assayas (anhörenⓘ * 25. Januar 1955 in Paris) ist ein französischer Regisseur, Drehbuchautor und langjähriger Redakteur der Cahiers du cinéma.

## Leben
Olivier Assayas wurde als Sohn des Regisseurs Jacques Rémy geboren. Er besuchte das Gymnasium mit technischer Ausrichtung Blaise Pascal in Orsay, Département Essonne, südwestlich von Paris. Nach dem Abitur studierte er an der École nationale supérieure des beaux-arts de Paris (ENSBA). Assayas erlangte den Master-Titel an der Universität-Paris-III-Sorbonne Nouvelle.
Nach dem Studium schrieb er Artikel für die einflussreichen Cahiers du cinéma, drehte mehrere Kurzfilme und 1986 Lebenswut, seinen ersten Spielfilm. 1992 wurde sein Film Paris erwacht mit dem Jean-Vigo-Preis ausgezeichnet.
Im Jahr 2011 wurde Assayas in die Wettbewerbsjury der 64. Filmfestspiele von Cannes berufen, nachdem er in der Vergangenheit dreimal erfolglos um die Goldene Palme konkurriert hatte. Ein Jahr später erhielt er für Die wilde Zeit seine erste Einladung in den Wettbewerb der Internationalen Filmfestspiele von Venedig. Weitere Einladungen in den Wettbewerb von Cannes erhielt er für Die Wolken von Sils Maria (2014) und Personal Shopper (2016). Dieser Film brachte ihm in Cannes den Regiepreis ein.
Für seinen Spielfilm Hors du temps (2024) erhielt Assayas eine Einladung in den Hauptwettbewerb der 74. Berlinale. Ein Jahr später inszenierte er die Literaturverfilmung The Wizard of the Kremlin. Der Politthriller mit Jude Law als russischem Präsidenten Wladimir Putin wurde in den Hauptwettbewerb des Filmfestivals von Venedig 2025 aufgenommen.

## Familie
Assayas entstammt väterlicherseits einer griechisch-jüdischen Familie aus Konstantinopel. Sein Vater, Raymond Assayas (alias Jacques Rémy, 1911–1981), war Regisseur und Drehbuchautor. Seine Mutter, Catherine de Károlyi (1919–2006), kam aus einer kleinadligen calvinistischen Familie aus Ungarn, war Mannequin bei Dior und Balmain und arbeitete als Designerin u. a. für Hermès. Der Romancier, Drehbuchautor und Musikjournalist Michka Assayas (* 1958) ist sein jüngerer Bruder. Von 1998 bis 2001 war Assayas mit der Schauspielerin Maggie Cheung verheiratet. Danach war er anderthalb Jahrzehnte mit Mia Hansen-Løve liiert; der Beziehung entstammt eine Tochter (* 2009).

## Filmografie

### Regie und Drehbuch
- 1986: Lebenswut (Désordre)
- 1989: Das Winterkind (L’enfant de l’hiver)
- 1991: Paris erwacht (Paris s’éveille)
- 1993: Ein neues Leben (Une nouvelle vie)
- 1994: Das weiße Blatt (La page blanche – L'eau froide)[3]
- 1996: Irma Vep
- 1997: HHH – Un portrait de Hou Hsiao-Hsien (auch Darsteller)
- 1998: Ende August, Anfang September (Fin août, début septembre)
- 2000: Liebe Last Lust (Les destinées sentimentales)
- 2002: Demonlover
- 2004: Clean
- 2006: Paris, je t’aime, 11. Episode Quartier des enfants rouges
- 2008: Boarding Gate – Ein schmutziges Spiel (Boarding Gate)
- 2008: Ende eines Sommers (L’heure d’été)
- 2010: Carlos – Der Schakal (Carlos)
- 2012: Die wilde Zeit (Après mai)
- 2014: Die Wolken von Sils Maria (Sils Maria)
- 2016: Personal Shopper
- 2018: Zwischen den Zeilen (Doubles vies)
- 2019: Wasp Network
- 2022: Irma Vep
- 2024: Hors du temps

### Drehbuch für Filme anderer Regisseure
- 1985: Rendez-Vous – Regie: André Téchiné
- 1986: Schauplatz des Verbrechens (Le lieu du crime) – Regie: André Téchiné
- 1990: Filha da Mãe – Regie: João Canijo
- 1998: Alice & Martin – Regie: André Téchiné (Mitwirkung am Drehbuch)
- 2017: Nach einer wahren Geschichte (D’après une histoire vraie) – Regie: Roman Polański (Co-Autor des Drehbuchs)

## Werke
- Gespräche mit Ingmar Bergman. Alexander Verlag, Berlin 2002
- Olivier Assayas: A Post-May Adolescence. Letter to Alice Debord. Translated and annotated by Adrian Martin and Rachel Zerne. Wien: SYNEMA 2012. (Filmmuseum Synema Publikationen. 17.) ISBN 978-3-901644-44-3

## Auszeichnungen
- 1992: Jean-Vigo-Preis für Paris erwacht
- 2016: Internationale Filmfestspiele von Cannes 2016 – Regiepreis für Personal Shopper
- 2016: Zurich Film Festival - A Tribute To... Award[4]